# Montagne bourbonnaise
La Montagne bourbonnaise è una regione naturale francese di media montagna, situata nel Massiccio Centrale, che copre la parte sudorientale del dipartimento dell'Allier.